# 卓道異
卓道異（?—?），字则超。福建福清人，清朝政治人物，书法家，同進士出身。
乾隆七年（1742年）壬戌科進士，三甲第一名。